# Сериен убиец
Сериен убиец е извършител на поредица от две или повече убийства.
Някои източници описват критерия „трима или повече“ и които дефинират „една серия от две или повече убийства, извършени поотделно и по принцип, но не винаги, от сам извършител или необходимите основни характеристики, които включват минимум две убийства“. Често има сексуален елемент в убийствата, но ФБР казват, че мотивите за сексуалните убийства включват гняв, тръпка, финансови облаги и търсене на внимание. Убийствата може да са били планирани или извършвани с подобни стилове и жертвите може да имат общи черти помежду си. Много често това са примерно: раса, външен вид, пол или възраст.
Серийните убийци и масовите убийци не са едно и също нещо, в това число не влизат и импулсивните убийци, които извършват убийства на две или повече места с липса на „спокоен период“ между убийствата. Масови убийци са например хора, извършващи терористични актове като ислямски екстремисти или случая с шведа Брейвик. При масовите убийци мотива е политически, религиозен или от друг обществен характер. Това е много важна разлика от истинските серийни убийци, при които мотива е личен и на психологическа основа. Масовите убийци също така обикновено афишират и рекламират своята дейност. След всеки терористичен акт, почти винаги някоя организация поема отговорност за него. Към масови убийци могат да се причислят и военнослужещи, изпълняващи заповед, например бомбардировка над населено място, но техните действия са по съвсем различни причини. Към серийните убийци не могат да бъдат причислявани и поръчковите убийци.

## Характеристика

### Дефиниции
Според редица криминалисти и експерти, най-вече от ФБР, една от популярните дефиниции за сериен убиец е: „За сериен убиец може да бъде определен всеки, който е убил трима или повече души за общ период от повече от един месец с достатъчно дълго време между отделните убийства, за да падне нивото му на адреналин. Причините за убийствата трябва да са строго психологически“.
Други дефиниции на ФБР:
- Наличие на минимум 3 – 4 жертви, с период на „застой“ между убийствата;
- Обикновено убиецът не познава жертвата; убийствата изглеждат произволни и несвързани;
- Убийствата са отражение на необходимостта от садистично доминиране над жертвата;
- Убийството рядко има за цел „печалба“; мотивът е психологически, а не материален;
- Възможно е жертвите да имат „символична“ стойност за убиеца; начинът, по който се извършва убийството, би могъл да разкрие тази стойност;
- Обект на убийците са често слабо защитените (проститутки, избягали от домовете си и т.н.)

### Триадата на Макдоналд
Според психолози, ако след 12-годишна възраст някой младеж има социопатски проявления от Триадата на Макдоналд (жестокост към животни, пиромания, нощно напикаване в леглото), то има голям шанс той да стане сериен убиец.
Изследванията показват, че над 60% от серийните убийци, след като са навършили 12 години, са показвали поведенчески характеристики от Триадата на Макдоналд.

### Типове серийни убийци
Важна характеристика на класическите серийни убийци е, че при голяма част от тях присъстват сексуални мотиви при действията им – изнасилване, блудство, както и различни действия с жертвата, предизвикващи полова възбуда у извършителя. Към тази група се отнасят огромна част от най-известните серийни убийци, включително и тези взели най-голям брой жертви. В тази графа попадат:
- убиецът от Грийн ривър – Гари Лион Риджуей;
- канибалът от Ростов (Ростовския потрошител) – Андрей Чикатило;
- Хенри Лий Лукас;
- Отис Тул;
- Анатолий Сливко;
- Боби Джо Лонг;
- звярът от Колумбия – Луис Алфредо Гаравито;
- Сергей Ряховски;
- Сергей Головкин (Фишер);
- човекоядецът от Милуоки – Джефри Дамър;
- Тед Бънди – изнасилвач;
- чудовището от Андите – Педро Алонсо Лопес;
- звярът от мангровите гори – Даниел Камарго Барбоса;
- витебският удушвач – Генадий Михасевич;
- нощният ловец – Ричард Рамирез и др.

Към тази категория се отнася и българският представител Георги Стефанов Добриянов.
Освен тази най-масова група серийни убийци, при които има явен сексуален подтекст, се срещат и други, при които такъв липсва. Такива са:
- доктор Смърт – Харолд Шипман;
- убийцата от Флорида – Айлийн Уорнос;
- вашингтонския снайперист – Джон Алън Мухамад и доведения му син – Джон Ли Малво.

Един от най-известните серийни убийци от миналото е Джак Изкормвача, който около 1888 г. убива поне 5 проститутки в Лондон.
Нетипичен сериен убиец е и Александър Пичушкин (The Bitca park maniac, The Chessboard Killer, рус. „Битцевский маньяк“ и „Убийца с шахматной доской“) който не е ограбвал или изнасилвал жертвите си, убивайки ги само заради самото убийство. Според него жертвите му са 60 за периода 1992 – 2006 г.